# Федеральный закон «О противодействии коррупции»
Федеральный закон от 25 декабря 2008 года № 273-ФЗ «О противодействии коррупции» — Федеральный закон Российской Федерации, вступивший в силу с 10 января 2009 года, регулирующий вопросы борьбы с коррупцией.

## Принятие закона
Законопроект был внесён на рассмотрение в Государственную думу 3 октября 2008 года. 19 декабря депутатами Государственной Думы в третьем чтении закон был принят. Одобрен Советом Федерации 22 декабря 2008 года. 25 декабря 2008 года президент РФ Дмитрий Медведев подписал федеральный закон «О противодействии коррупции».

## Содержание
В законе закрепляются основные принципы противодействия коррупции, а также организационно-правовые основы предупреждения и борьбы с ней.
Сама коррупция определяется путём перечисления примерных противоправных действий, которые характеризуются основным признаком коррупции - незаконное использование лицом своего должностного положения вопреки законным интересам общества и государства, сопряженное с получением выгоды, либо незаконное предоставление такой выгоды указанному лицу другими лицами.
Среди предусмотренных мер по борьбе с коррупцией можно выделить такие, как: устранение необоснованных запретов и ограничений, особенно в области экономической деятельности; повышение оплаты труда и соцгарантий государственным и муниципальным служащим; создание механизмов общественного контроля за работой органов власти; антикоррупционная пропаганда; обеспечение независимости СМИ; ужесточение требований к госслужащим и др.
Теперь госслужащий должен сообщать своему работодателю, в прокуратуру или в иные госорганы обо всех случаях склонения его к получению взятки. Кроме того, госслужащих обязали декларировать не только свои доходы и имущество (при этом перечень декларируемых доходов и имущества расширен), но и доходы и имущество своих супруга (супруги) и несовершеннолетних детей. Госслужащие, владеющие ценными бумагами, акциями (долями участия, паями в уставных (складочных) капиталах организаций), в целях предотвращения конфликта интересов должны передать их в доверительное управление.